# 1341
Пізнє Середньовіччя •  Реконкіста •  Ганза •  Авіньйонський полон пап •  Монгольська імперія •  Чорна смерть •  Столітня війна

## Геополітична ситуація
У Візантії почалася громадянська війна (до 1347). Імператором Священної Римської імперії
є Людвіг Баварський (до 1347). У Франції править Філіп VI Валуа (до 1350).
Апеннінський півострів розділений: північ належить Священній Римській імперії, середню частину займає Папська область, південь належить Неаполітанському королівству. Деякі міста півночі: Венеція, Піза, Генуя тощо, мають статус міст-республік. Триває боротьба гвельфів та гібелінів.
Майже весь Піренейський півострів займають християнські Кастилія і Леон, Арагонське королівство та Португалія, під владою маврів залишилися тільки землі на самому півдні. Едуард III королює в Англії (до 1377), Магнус Еріксон є королем Норвегії та Швеції (до 1364), а королем Польщі — Казимир III (до 1370).
Руські землі перебувають під владою Золотої Орди. Триває війна за галицько-волинську спадщину між Польщею та Литвою. В Києві править князь Федір Іванович. Ярлик на володимирське князівство має московський князь Семен Іванович (до 1353).
Монгольська імперія займає більшу частину Азії, але вона розділена на окремі улуси, що воюють між собою. У Китаї, зокрема, править монгольська династія Юань. У Єгипті владу утримують мамлюки. Мариніди правлять у Магрибі. Делійський султанат є наймогутнішою державою Індії. В Японії триває період Муроматі.
Цивілізація мая переживає посткласичний період. Почали зароджуватися цивілізація ацтеків та інків.

## Події
- Литовський князь Гедемін загинув у бою з тевтонськими лицарями. Його володіння розділили між собою численні сини.
- Після смерті хана Узбека Золоту Орду очолив його син Тінібек.
- Після смерті Андроніка III Палеолога у Візантії розпочалася громадянська війна, що триватиме до 1347 року. Візантійська знать проголосила імператором Іоанна VI Кантакузина, тоді як у Константинополі короновано малолітнього Іоанна V Палеолога.
- Розпочалася війна за Бретонську спадщину, що стала частиною Столітньої війни.
- Давид II Брюс висадився в Шотландії після 7 років перебування в Нормандії, прогнав Едуарда Балліола й повернув собі владу в королівстві.
- У війні між Пізою та Флоренцією пізанці взяли в облогу Лукку.
- Графиня Тіролю Маргарита Маульташ прогнала свого чоловіка Іоанна Генріха Люксембурга, за якого її віддали ще дитиною. Надалі вона одружиться з вдруге, не отримавши розлучення, за що її буде відлучено від церкви.
- Делійський султан послав Ібн Батуту з дипломатичною місією в Китай.
- Виникло Велике Нижньогородсько-Суздальське князівство.

## Народились
Жанна де Монфор, Жанна Бретонська — дочка Жана, графа де Монфор-л'Аморі, та Жанни де Дамп'єр; сестра герцога Бретонського Жана (IV) V. Баронеса Драйтон (консорт, з 1380), констебль замку Річмонд (з 1398)

## Померли
- 15 червня — Андронік III Палеолог, імператор Візантійської імперії з 1328 по 1341.
- Ґедимін — Великий князь Литовський (1316–1341), титулував себе також «Король литовців і Русі». Син Путувера, брат Вітеня. Засновник династії Ґедиміновичів.
- 13 березня — Тройден І, удільний князь Князівства Мазовецького (князь Сохачевський, князь Черський) князя з роду П'ястів, другий син князя мазовецького Болеслава II. З 1313 також удільний князь Варшавський та Лівський князь, в 1336–1340 регент у Плоцьку.